# Amate Amarillo, Chilapa de Álvarez
Amate Amarillo är en ort i Mexiko.   Den ligger i kommunen Chilapa de Álvarez och delstaten Guerrero, i den södra delen av landet, 200 km söder om huvudstaden Mexico City. Amate Amarillo ligger 1 485 meter över havet och antalet invånare är 903.
Terrängen runt Amate Amarillo är kuperad. Runt Amate Amarillo är det ganska glesbefolkat, med 42 invånare per kvadratkilometer. Närmaste större samhälle är Chilapa de Alvarez, 3,1 km öster om Amate Amarillo. Omgivningarna runt Amate Amarillo är en mosaik av jordbruksmark och naturlig växtlighet.